# Червоні Квіти
Червоні Кві́ти — село в Україні, у Білицькій селищній громаді Полтавського району Полтавської області. Населення становить 274 осіб. До 2020 адміністративний центр Червоноквітівської сільської ради.

## Географія
Село Червоні Квіти знаходиться на лівому березі пересихаючої річки Кустолове, вище за течією на відстані 2,5 км розташоване село Степове, нижче за течією на відстані 0,5 км розташоване село Білоконівка, на протилежному березі — село Прогрес. За 16 км від залізнічної станції Ліщинівка.

## Історія
Село створене у 1940 р. при колгоспі "Червоні Квіти". 
На 1990 р. налічувалось 334 жителі.
Станом на 1992 р. були підпорядковані до села ще села Жирки, Кустолові Кущі, Прогрес, Чапаєве.
12 червня 2020 року, відповідно до розпорядження Кабінету Міністрів України № 721-р «Про визначення адміністративних центрів та затвердження територій територіальних громад Полтавської області», село увійшло до складу Білицької селищної громади.
19 липня 2020 року, в результаті адміністративно - територіальної реформи та ліквідації  Кобеляцького району, село увійшло до складу новоутвореного Полтавського району.
22 червня 2023 року рішенням Національної комісії зі стандартів державної мови віднесено до списку населених пунктів, які «можуть не відповідати лексичним нормам української мови», зокрема стосуватися «російської імперської чи колоніальної політики». Громаді рекомендовано обґрунтувати доцільність збереження поточної назви або запропонувати нову назву в установленому законодавством порядку.